# Comté de Marshall (Iowa)
Pour les articles homonymes, voir Comté de Marshall.
Le comté de Marshall est un comté de l'État de l'Iowa aux États-Unis. Le chef-lieu du comté se situe à Marshalltown. Le comté a été fondé en 1846.

## Comtés adjacents
- comté de Hardin, au nord-ouest,
- comté de Grundy, au nord-est,
- comté de Tama, à l'est,
- comté de Jasper, au sud,
- comté de Story, à l'ouest,

## Municipalités du comtés
| - Albion, - Clemons, - Ferguson, - Gilman, | - Haverhill, - Laurel, - Le Grand, | - Liscomb, - Marshalltown, - Melbourne, | - Rhodes, - St. Anthony, - State Center, |